# Siastrói

Siastrói (del ruso: Сясьстрой) ; en finés: Säsjoki es una ciudad de Rusia, en el óblast de Leningrado, dentro del territorio del raión de Vóljov. Está situada en la confluencia de los ríos Sias y Valdonka, cerca del lago Ladoga. Se encuentra a 140 km al este de San Petersburgo, la capital del óblast. Las ciudades más cercanas son Nóvaya Ládoga (15 km al oeste) y Vóljov (26 km al sudoeste). Su población alcanzaba los 13.146 habitantes en 2009.

## Historia
Antes de 1926, existía en el emplazamiento de la ciudad actual un pueblo de nombre Nosok (Носок). Se creó el asentamiento de tipo urbano de Siastrói ese año, en el marco de la construcción de una fábrica de celulosa y papel, que entró en servicio en 1928. Durante la época de Stalin, esta ciudad albergaba un campo de prisioneros alemanes. Tiene estatus de ciudad desde 1992.

## Demografía
| 1988   | 1989   | 1996   | 2002   | 2008   |
| ------ | ------ | ------ | ------ | ------ |
| 18 000 | 16 122 | 14 800 | 13 969 | 13 298 |

## Economía y transporte
La principal empresa de Siastrói es la fábrica de pasta de papel, papel y cartón ZAO Siaski tseliulozno-bumazhni kombinat (del ruso: ЗАО Сясьский целлюлозно-бумажный комбинат). Fue privatizada en 1993. Sufrió un proceso de modernización en 2008 de la infraestructura. La fábrica emplea a 2800 trabajadores (datos de 2005). 
La ciudad se encuentra en la autopista rusa M18, que conecta con San Petersburgo. Existe una nueva estación de ferrocarril desde 2007 en una localidad cercana al este de la ciudad, en Luganchi.